# Emil Hackländer

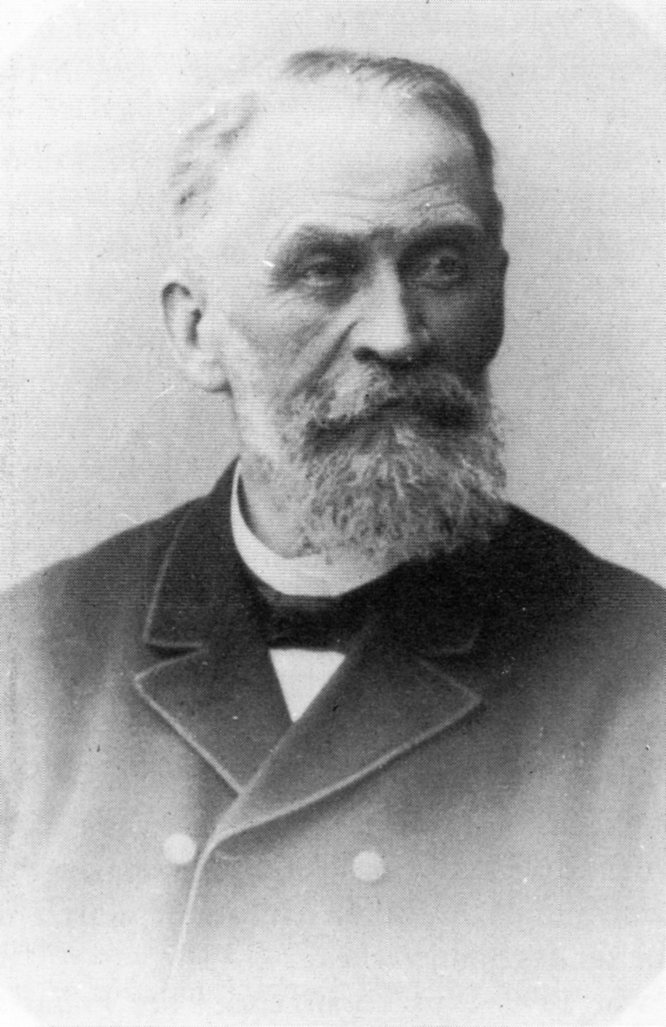
Emil Hackländer um 1895

Wilhelm Emil Hackländer (* 8. November 1830 in Hagen; † 5. August 1902 in Osnabrück) war Stadtbaurat in Osnabrück.

## Familie
Hackländer war ein Sohn von Johann Henrich Gottlieb Hackländer (1795–1839); Pfarrer der reformierten Gemeinde in Hagen (1825–1833), Pfarrer in Burbach (1833–1839) und Helene Lohe (1795–1837). Er heiratete am 17. Mai 1857 in Hannover Amalie von Bandel, Tochter des Bildhauers Ernst von Bandel (1800–1876), der das Hermannsdenkmal bei Detmold errichtete.

## Leben
Hackländer besuchte bis 1846 das Ratsgymnasium in Osnabrück und danach für ein halbes Jahr die Noellesche Handelsschule. Er studierte bis 1849 an der Polytechnischen Schule in Hannover und setzte seine Ausbildung fort im Atelier des Oberbaurates Bürklin in München und in der Eisenbahndirektion, Abteilung Technik. 1852 legte er in Hannover die erste Staatsprüfung ab. Seine berufliche Laufbahn begann 1856 als Stadtbaumeister in Harburg. 1870 trat Hackländer in den Dienst der Stadt Osnabrück als Nachfolger des Stadtbaumeisters Wilhelm Richard (1816–1900). 1890 erfolgte die Ernennung zum Königlichen Baurat.
In seiner Amtszeit waren die an ihn herangetragenen städtischen Bauaufgaben von vielfältiger Natur. Sie reichten von der teilweisen Niederlegung der Wälle in den Jahren 1872–1876 sowie Turn- und Schulbauten an den ausgebauten Wallstraßen über den Bau von Wasserwerk (1890) und Schlachthof (1886) bis hin zu dem Neubau des Museums am Heger-Tor-Wall (1890) und der Errichtung des Kriegerehrenmals zum Gedenken an die Gefallenen des Fürstentums Osnabrück im Krieg 1870/71 am Neumarkt im Jahre 1880. Aus verkehrstechnischen Gründen wurde 1928 das Denkmal auf den Straßburger Platz versetzt, wo es heute noch in reduzierter Form erhalten ist.
Hackländers Formensprache war dem Zeitgeschmack entsprechend historisch ausgeprägt. Insbesondere das neoklassizistische Museum und das mit ebensolchem Dekor ausgestattete Denkmal waren dem Geschichts- und Kulturbewusstsein der Zeit verpflichtet. Sie dienten der Intention der Nationalerziehung, d. h. zum einen der Bildung der Öffentlichkeit, zum anderen der glorifizierenden Geschichtsrezeption. Die Hackländerstraße in Osnabrück ist nach ihm benannt. Seine Grabstätte befindet sich auf dem Hasefriedhof.

## Schriften (Auswahl)
- Erbbegräbniß der Familie Heuer zu Harburg. In: Zeitschrift des Architecten- und Ingenieur-Vereins für das Königreich Hannover. NF Band 3. 1857, Heft 2, Sp. 179–180.
- Schloß des Herrn Baron von Oldershausen zu Oldershausen bei Nordheim. In: Zeitschrift des Architecten- und Ingenieur-Vereins für das Königreich Hannover. NF Band 7. 1861, Heft 1 u. 2, Sp. 102–107.
- Der städtische Schlachthof in Osnabrück. In: Zeitschrift des Architekten und Ingenieur-Vereins zu Hannover. NF Band 35. 1889, Heft 1, Sp. 25–36.
- Museum zu Osnabrück. In: Zeitschrift des Architekten- und Ingenieur-Vereins zu Hannover. NF Band 39. 1893, Heft 4 u. 5, Sp. 429–434.